# Witold Szalonek
Witold Szalonek (Czechowice-Dziedzice, 2 mars 1927 – Berlin, 12 octobre 2001) est un compositeur polonais.

## Biographie
Witold Szalonek étudie de 1949 à 1956, à l'École supérieure de musique de Katowice. Après ses premiers succès aux concours internationaux de compositions, en 1960, il reçoit une bourse du Kranichsteiner Musikinstitut de Darmstadt. En 1962–1963, il poursuit ses études avec Nadia Boulanger à Paris. 
Dès 1967, il enseigne la composition à Katowice et, en 1970-1974, il dirige le département de composition et de théorie. Au début des années 1970, il est invité par le Deutscher Akademischer Austauschdienst en tant qu'artiste en résidence à la Hochschule der Künste de Berlin-Ouest. En 1973, il remporte le concours pour succéder à Boris Blacher en tant que professeur de composition. Il dirige également de nombreux séminaires et cours de composition en Pologne, au Danemark, en Allemagne, en Finlande et en Slovaquie. En 1990, il reçoit un doctorat honorifique de l'Université Wilhelmian de Münster.
En 1963, Szalonek découvre et baptise les « sons combinés » générés par les instruments à vent. Il est également l'auteur d'études théoriques sur un large éventail de sujets, outre les sons combinés, le sonorisme, Chopin et Debussy.

## Œuvres (sélection)
- Suite de Kurpie pour alto et 9 instruments (1955)
- Satire pour orchestre (1956)
- 1+1+1+1 pour 1-4 instruments à archet (1969)
- O, Pleasant Earth, Cantate pour voix et orchestre (1969)
- Musica concertante pour contrebasse et orchestre (1977)
- Petite symphonie B-A-C-H pour piano et orchestre (1981)
- Bagattellae di Dahlem, II pour flûte et piano (1998)